# Diogo Bernardes
Diogo Bernardes Pimenta (* um 1530 in Ponte da Barca, Portugal; † um 1595 oder 1605) war ein bedeutender portugiesischer Lyriker der Renaissance.

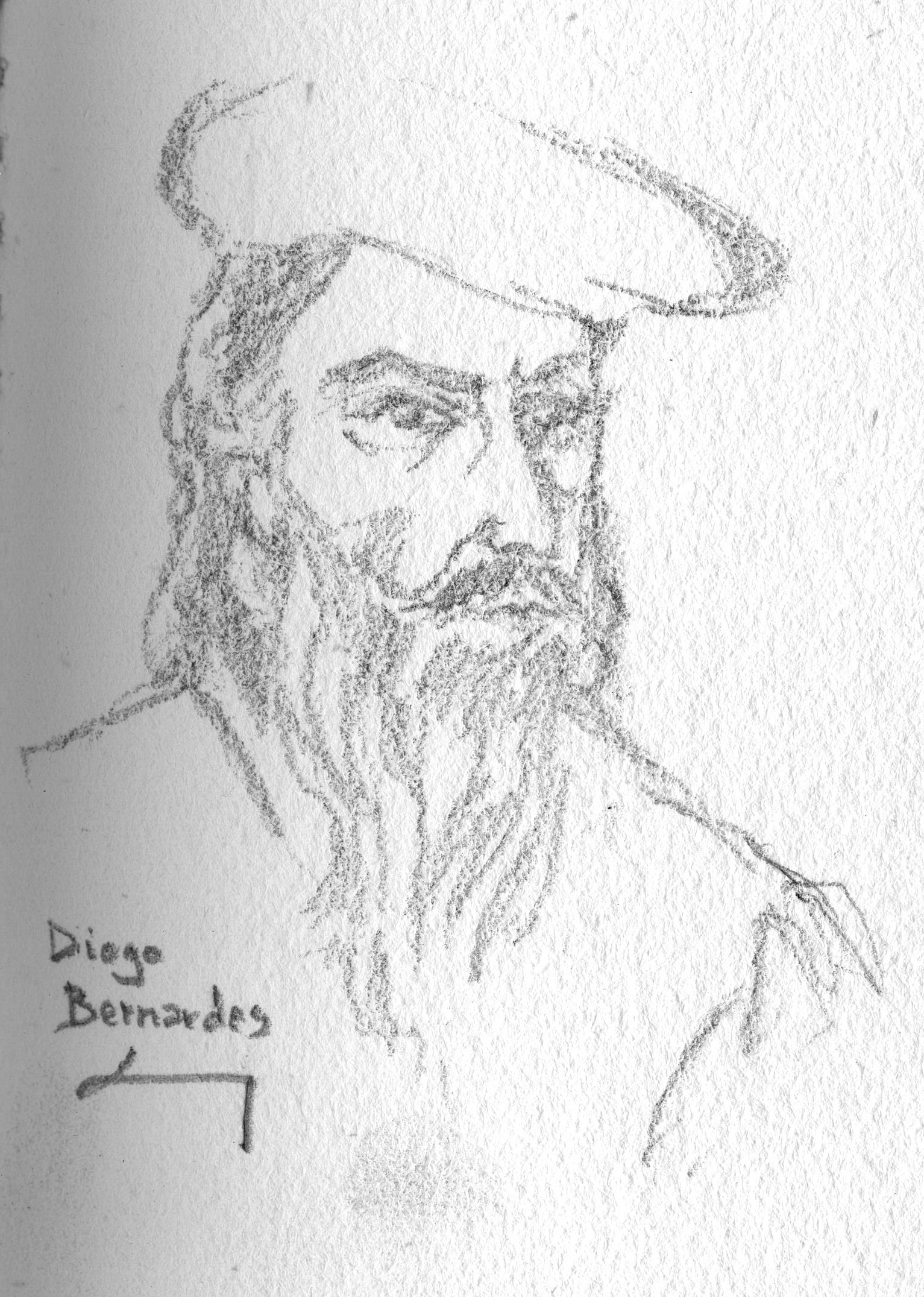
Diogo Bernardes

## Leben und Werk
Viele Daten aus dem Leben des Dichters sind nicht gesichert, so soll Bernardes um 1530 in Ponte da Barca, einem kleinen Ort im Distrikt Viana do Castelo, geboren worden sein. Er soll in Braga studiert haben, Kammerdiener von König Sebastian I. von Portugal gewesen sein und 1578 an der Schlacht von Alcácer-Quibir in Marokko teilgenommen haben. Bernardes soll in Lissabon gelebt und mit den Dichtern Francisco de Sá de Miranda und António Ferreira in Kontakt gestanden haben.
Sein Werk, das vornehmlich aus Sonetten, Episteln, Kanzonen, Idyllen und Elegien besteht, ist stark von Francesco Petrarca geprägt. Auch war er einer der bedeutendsten Vertreter der bukolischen Dichtung (Schäferdichtung) im Portugal des 16. Jahrhunderts.
Seine bekanntesten Gedichte sind Varias Rimas ao Bom Jesus e a virgem gloriosa sua mae e a santos particulares (dt.: Verschiedene Reime über den guten Jesus und die glorreiche Jungfrau, seine Mutter und verschiedene Heilige) aus dem Jahre 1594 sowie O Lima und Rimas Varias, Flores do Lima aus dem Jahre 1596.